# Ołeksij Kupcow
Ołeksij Serhijowycz Kupcow, ukr. Олексій Сергійович Купцов (ur. 2 września 1977 w Krzywym Rogu) – ukraiński piłkarz grający na pozycji obrońcy.

## Kariera piłkarska

### Kariera klubowa
Jego ojciec Serhij Kupcow oraz brat Andrij Kupcow również znani piłkarze. Wychowanek klubu Dnipra Dniepropetrowsk, w którym rozpoczął karierę piłkarską. W 1996 przeszedł do Krywbasa Krzywy Róg, skąd wyjechał do Niemiec, gdzie bronił barw drugoligowego SV Meppen. Po tym jak doznał ciężką kontuzję nogi powrócił do Krywbasa, gdzie rehabilitował się w drugiej drużynie. W 2000 przeniósł się do Metałurha Donieck, ale występował w farm-klubie Maszynobudiwnyk Drużkiwka. Następnie ponownie wrócił do Krywbasa, w którym w końcu 2003 zakończył karierę piłkarską.

### Kariera reprezentacyjna
Występował w juniorskiej i młodzieżowej reprezentacjach Ukrainy.

## Sukcesy i odznaczenia

### Sukcesy klubowe
- brązowy medalista Mistrzostw Ukrainy: 1995

### Sukcesy reprezentacyjne
- brązowy medalista Mistrzostw Europy U-16: 1994